# Тарандинцівська сільська рада
Тарандинцівська сільська рада — колишній орган місцевого самоврядування у Лубенському районі Полтавської області з центром у c. Тарандинці.

## Населені пункти
Сільраді були підпорядковані населені пункти:
- c. Тарандинці
- c. Вили
- c. Губське

## Населення
Згідно з переписом УРСР 1989 року чисельність наявного населення сільської ради становила 1759 осіб, з яких 768 чоловіків та 991 жінка.
За переписом населення України 2001 року в сільській раді мешкало 1607 осіб.

### Мова
Розподіл населення за рідною мовою за даними перепису 2001 року:
| Мова       | Відсоток |
| ---------- | -------- |
| українська | 97,13 %  |
| російська  | 2,43 %   |
| вірменська | 0,25 %   |
| білоруська | 0,12 %   |